# Herrarnas BMX vid olympiska sommarspelen 2016
Herrarnas BMX vid olympiska sommarspelen 2016 avgjordes den 17-19 augusti 2016 i Rio de Janeiro.

## Medaljörer
| Event         | Guld              | Silver                         | Brons                   |
| Herrarnas BMX | Connor Fields USA | Jelle van Gorkom Nederländerna | Carlos Ramirez Colombia |

## Resultat

### Seedningsomgång
| Placering | Namn                     | Tid    | Noteringar |
| --------- | ------------------------ | ------ | ---------- |
| 1         | Joris Daudet (FRA)       | 34,617 |            |
| 2         | David Graf (SUI)         | 34,678 |            |
| 3         | Sam Willoughby (AUS)     | 34,714 |            |
| 4         | Connor Fields (USA)      | 34,768 |            |
| 5         | Corben Sharrah (USA)     | 34,893 |            |
| 6         | Twan van Gendt (NED)     | 34,933 |            |
| 7         | Māris Štrombergs (LAT)   | 34,953 |            |
| 8         | Niek Kimmann (NED)       | 35,070 |            |
| 9         | Nicholas Long (USA)      | 35,088 |            |
| 10        | Liam Phillips (GBR)      | 35,095 |            |
| 11        | Amidou Mir (FRA)         | 35,248 |            |
| 12        | Yoshitaku Nagasako (JPN) | 35,286 |            |
| 13        | Bodi Turner (AUS)        | 35,333 |            |
| 14        | Carlos Oquendo (COL)     | 35,341 |            |
| 15        | Luis Brethauer (GER)     | 35,379 |            |
| 16        | Renato Rezende (BRA)     | 35,404 |            |
| 17        | Jelle van Gorkom (NED)   | 35,413 |            |
| 18        | Tory Nyhaug (CAN)        | 35,422 |            |
| 19        | Carlos Ramirez (COL)     | 35,423 |            |
| 20        | Anthony Dean (AUS)       | 35,445 |            |
| 21        | Kyle Evans (GBR)         | 35,776 |            |
| 22        | Jérémy Rencurel (FRA)    | 35,884 |            |
| 23        | Jefferson Milano (VEN)   | 35,945 |            |
| 24        | Niklas Laustsen (DEN)    | 36,199 |            |
| 25        | Trent Jones (NZL)        | 36,331 |            |
| 26        | Kyle Dodd (RSA)          | 36,454 |            |
| 27        | Alfredo Campo (ECU)      | 36,463 |            |
| 28        | Tore Navrestad (NOR)     | 36,484 |            |
| 29        | Gonzalo Molina (ARG)     | 36,860 |            |
| 30        | Evgeny Komarov (RUS)     | 36,958 |            |
| 31        | Toni Syarifudin (INA)    | 40,975 |            |
| 32        | Edžus Treimanis (LAT)    |        | DNF        |

### Kvartsfinaler

#### Heat 1
| Placering | Namn                   | 1:e åket   | 2:e åket     | 3:e åket     | Totalt | Noteringar |
| --------- | ---------------------- | ---------- | ------------ | ------------ | ------ | ---------- |
| 1         | Jelle van Gorkom (NED) | 35,101 (1) | 35,872 (1)   | 36,680 (4)   | 6      | Q          |
| 2         | Trent Jones (NZL)      | 35,455 (3) | 35,561 (2)   | 36,173 (2)   | 7      | Q          |
| 3         | Nicholas Long (USA)    | 35,730 (5) | 40,046 (4)   | 35,331 (1)   | 10     | Q          |
| 4         | Niek Kimmann (NED)     | 35,725 (4) | 1:47,485 (7) | 36,431 (3)   | 14     | Q          |
| 5         | Edžus Treimanis (LAT)  | 36,022 (7) | 37,619 (3)   | 37,379 (5)   | 15     |            |
| 6         | Joris Daudet (FRA)     | 35,434 (2) | DNF (8)      | DNF (8)      | 18     |            |
| 7         | Niklas Laustsen (DEN)  | 36,965 (8) | 44,351 (5)   | 41,942 (6)   | 19     |            |
| 8         | Renato Rezende (BRA)   | 35,970 (6) | 1:19,255 (6) | 1:44,597 (7) | 19     |            |

#### Heat 2
| Placering | Namn                   | 1:e åket     | 2:e åket     | 3:e åket   | Totalt | Noteringar |
| --------- | ---------------------- | ------------ | ------------ | ---------- | ------ | ---------- |
| 1         | Tory Nyhaug (CAN)      | 35,958 (1)   | 35,035 (1)   | 38,754 (2) | 4      | Q          |
| 2         | Luis Brethauer (GER)   | 37,386 (2)   | 36,234 (2)   | 39,384 (3) | 7      | Q          |
| 3         | Jefferson Milano (VEN) | 41,709 (3)   | 36,296 (3)   | 40,894 (6) | 12     | Q          |
| 4         | David Graf (SUI)       | 2:54,204 (7) | 1:14,051 (6) | 38,390 (1) | 14     | Q          |
| 5         | Māris Štrombergs (LAT) | 1:36,876 (6) | 44,376 (4)   | 39,554 (4) | 14     |            |
| 6         | Kyle Dodd (RSA)        | 42,683 (4)   | 50,545 (5)   | 39,959 (5) | 14     |            |
| 7         | Toni Syarifudin (INA)  | 45,325 (5)   | 1:21,149 (7) | DNS (10)   | 22     |            |
| 8         | Liam Phillips (GBR)    | DNF (8)      | DNS (10)     | DNS (10)   | 28     |            |

#### Heat 3
| Placering | Namn                  | 1:e åket     | 2:e åket   | 3:e åket     | Totalt | Noteringar |
| --------- | --------------------- | ------------ | ---------- | ------------ | ------ | ---------- |
| 1         | Sam Willoughby (AUS)  | 35,877 (1)   | 35,130 (1) | 35,152 (1)   | 3      | Q          |
| 2         | Carlos Oquendo (COL)  | 37,728 (3)   | 35,607 (3) | 35,699 (3)   | 9      | Q          |
| 3         | Twan van Gendt (NED)  | 1:46,311 (6) | 35,293 (2) | 35,217 (2)   | 10     | Q          |
| 4         | Carlos Ramirez (COL)  | 37,054 (2)   | 36,181 (5) | 36,020 (4)   | 11     | Q          |
| 5         | Jérémy Rencurel (FRA) | 40,894 (4)   | 35,927 (4) | 1:30,329 (6) | 14     |            |
| 6         | Evgeny Komarov (RUS)  | 41,584 (5)   | 40,430 (6) | 39,770 (5)   | 16     |            |
| 7         | Amidou Mir (FRA)      | DNF (8)      | DNS (10)   | DNS (10)     | 28     |            |
| 8         | Alfredo Campo (ECU)   | DNF (8)      | DNS (10)   | DNS (10)     | 28     |            |

#### Heat 4
| Placering | Namn                     | 1:e åket   | 2:e åket   | 3:e åket   | Totalt | Noteringar |
| --------- | ------------------------ | ---------- | ---------- | ---------- | ------ | ---------- |
| 1         | Anthony Dean (AUS)       | 35,934 (2) | 34,994 (1) | 35,193 (1) | 4      | Q          |
| 2         | Connor Fields (USA)      | 35,191 (1) | 35,761 (4) | 35,601 (3) | 8      | Q          |
| 3         | Corben Sharrah (USA)     | 36,213 (4) | 35,558 (3) | 35,447 (2) | 9      | Q          |
| 4         | Gonzalo Molina (ARG)     | 36,078 (3) | 35,412 (2) | 36,122 (5) | 10     | Q          |
| 5         | Bodi Turner (AUS)        | 39,094 (6) | 42,436 (8) | 35,721 (4) | 18     |            |
| 6         | Tore Navrestad (NOR)     | 42,105 (8) | 35,904 (5) | 36,715 (6) | 19     |            |
| 7         | Kyle Evans (GBR)         | 37,230 (5) | 40,351 (7) | 37,203 (7) | 19     |            |
| 8         | Yoshitaku Nagasako (JPN) | 41,455 (7) | 39,258 (6) | 47,041 (8) | 21     |            |

### Semifinaler

#### Heat 1
| Placering | Namn                   | 1:e åket   | 2:e åket   | 3:e åket     | Totalt | Noteringar |
| --------- | ---------------------- | ---------- | ---------- | ------------ | ------ | ---------- |
| 1         | Anthony Dean (AUS)     | 35,243 (1) | 34,901 (1) | 34,832 (1)   | 3      | Q          |
| 2         | Jelle van Gorkom (NED) | 35,337 (2) | 35,615 (6) | 35,038 (3)   | 11     | Q          |
| 3         | Carlos Ramirez (COL)   | 35,537 (3) | 35,261 (3) | 42,706 (5)   | 11     | Q          |
| 4         | Nicholas Long (USA)    | 35,858 (5) | 35,450 (5) | 34,921 (2)   | 12     | Q          |
| 5         | Corben Sharrah (USA)   | 36,289 (6) | 35,164 (2) | 35,352 (4)   | 12     |            |
| 6         | Carlos Oquendo (COL)   | 35,740 (4) | 35,420 (4) | 55,966 (6)   | 14     |            |
| 7         | David Graf (SUI)       | 45,335 (8) | 36,057 (7) | 2:10,243 (7) | 22     |            |
| 8         | Luis Brethauer (GER)   | 36,400 (7) | 36,230 (8) | DNF (8)      | 23     |            |

#### Heat 2
| Placering | Namn                   | 1:e åket     | 2:e åket     | 3:e åket   | Totalt | Noteringar |
| --------- | ---------------------- | ------------ | ------------ | ---------- | ------ | ---------- |
| 1         | Sam Willoughby (AUS)   | 34,888 (1)   | 34,478 (1)   | 34,686 (1) | 3      | Q          |
| 2         | Connor Fields (USA)    | 35,163 (2)   | 34,802 (2)   | 36,176 (6) | 10     | Q          |
| 3         | Niek Kimmann (NED)     | 35,676 (4)   | 36,147 (6)   | 35,222 (2) | 12     | Q          |
| 4         | Tory Nyhaug (CAN)      | 36,714 (6)   | 35,025 (3)   | 35,640 (3) | 12     | Q          |
| 5         | Twan van Gendt (NED)   | 35,905 (5)   | 35,732 (5)   | 35,663 (4) | 14     |            |
| 6         | Gonzalo Molina (ARG)   | 39,102 (7)   | 35,541 (4)   | 35,807 (5) | 16     |            |
| 7         | Trent Jones (NZL)      | 35,425 (3)   | 1:05,161 (7) | 36,391 (7) | 17     |            |
| 8         | Jefferson Milano (VEN) | 1:56,976 (8) | 1:14,157 (8) | 38,018 (8) | 24     |            |

### Final
| Placering | Namn                   | Tid    |
| --------- | ---------------------- | ------ |
| 1         | Connor Fields (USA)    | 34,642 |
| 2         | Jelle van Gorkom (NED) | 35,316 |
| 3         | Carlos Ramirez (COL)   | 35,517 |
| 4         | Nicholas Long (USA)    | 35,522 |
| 5         | Tory Nyhaug (CAN)      | 35,674 |
| 6         | Sam Willoughby (AUS)   | 36,325 |
| 7         | Niek Kimmann (NED)     | 36,579 |
| 8         | Anthony Dean (AUS)     | DNF    |